# Tibetski kalendar
Tibetski kalendar lunisolarni je kalendar, srodan kineskom kalendaru. Tibetska godina ima 12 ili 13 lunarnih mjeseci, svaki počinje i završava se mladim Mjesecom. Trinaesti mjesec se dodaje približno svake treće godine kako bi tibetska godina bila usklađena sa solarnom godinom. Mjeseci nemaju imena već se zovu po njihovim brojevima.
Tibetska Nova godina je praznik Losar.
Svaka godina je povezana s jednom životinjom i jednim elementom. Ovo je veoma slično kineskom zodijaku. Životinje se smjenjuju idućim redom:
| Zec | Zmaj | Zmija | Konj | Ovca | Majmun | Ptica | Pas | Svinja | Miš | Bik | Tigar |

Elementi se smjenjuju idućim redom:
| Vatra | Zemlja | Željezo | Voda | Drvo |

Svaki element je povezan s dvije uzastopne godine, prvo u svom muškom a zatim ženskom vidu. Npr. nakon godine muška Zemlja-Zmaj dolazi godina ženska Zemlja-Zmija, a zatim muško Željezo-Konj. Spol može biti izostavljen, jer se može dokučiti na osnovi životinje.
Oznake element-životinja ponavljaju se u ciklusima od 60 godina, počevši od godine (ženska) Vatra-Zec. Ovi veliki ciklusi su numerirani. Prvi ciklus počeo je 1027., što znači da 2008. većim dijelom odgovara (muškoj) godini Zemlja-Miš (slično kao u kineskom kalendaru) iz 17. ciklusa.

## Dani u tjednu
Dani u tjednu nazvani su po nebeskim tijelima:
| Dan         | tibetski (Wylie)            | Fonetska transkripcija | Objekt  |
| ----------- | --------------------------- | ---------------------- | ------- |
| Nedjelja    | གཟའ་ཉི་མ་ (gza' nyi ma)      | S nyi-ma               | Sunce   |
| Ponedjeljak | གཟའ་ཟླ་བ་ (gza' zla ba)      | S da-wa                | Mjesec  |
| Utorak      | གཟའ་མིག་དབར་ (gza' mig dmar) | S Mik-mar              | Mars    |
| Srijeda     | གཟའ་ལྷག་པ་ (gza' lhak pa)    | S Lhak-ba              | Merkur  |
| Četvrtak    | གཟའ་ཕུར་པུ་ (gza' phur bu)    | S Phur-bu              | Jupiter |
| Petak       | གཟའ་པ་སངས་ (gza' pa sangs)  | S Ba-sang              | Venera  |
| Subota      | གཟའ་སྤེན་པ་ (gza' spen pa)    | S ben-ba               | Saturn  |

Nyima ("Sunce"), Dawa ("Mjesec") i Lhagpa ("Merkur") česta su osobna imena ljudi rođenih u nedjelju, ponedjeljak, odnosno srijedu.

## Vanjske poveznice
- Explanations of Dharma Practice Days - 2008  Arhivirana inačica izvorne stranice od 28. ožujka 2010. (Wayback Machine)
- PDF calendar for the Earth Mouse Year 2135  Arhivirana inačica izvorne stranice od 8. svibnja 2010. (Wayback Machine)